# بخش هاردوی
بخش هاردوی (به انگلیسی: Hardoi district) یک منطقهٔ مسکونی در هند است که در Lucknow Division واقع شده‌است. بخش هاردوی ۵٬۹۴۷ کیلومتر مربع مساحت و ۴٬۰۹۲٬۸۴۵ نفر جمعیت دارد.